# Samuel Lewis Galindo
Samuel Lewis Galindo (Ciudad de Panamá, 4 de junio de 1927-26 de mayo de 2024) fue un empresario, político y escritor panameño. En 1994, fue candidato presidencial de la República de Panamá por el Partido Solidaridad, del cual fue miembro fundador.

## Biografía
Es hijo de Samuel Lewis Arango y Raquel Galindo de Lewis. Cursó estudios de primaria y secundaria en el Colegio La Salle de la Ciudad de Panamá. Por breve tiempo realizó estudios universitarios en el Soule College en los Estados Unidos.
En el ámbito empresarial, Lewis Galindo ha participado en varios gremios empresariales, como la Asociación Panameña de Ejecutivos de Empresa, la Cámara de Comercio, Industrias y Agricultura de Panamá, el Sindicato de Industriales de Panamá, y la Fundación Cardiológica de Panamá, de la cual fue presidente y fundador.
Lewis Galindo ha recibido varias condecoraciones, incluyendo la “Orden de Vasco Núñez de Balboa”,  "Orden del Mérito" de Ecuador, la Distinción Presidencial de la Cámara de Comercio, Industrias y Agricultura de Panamá en el año 2000; así como, fue nombrado Ejecutivo del Año por la Asociación Panameña de Ejecutivos de Empresa en 2006. 
Está casado con Itza Morgan de Lewis, con quien tuvo 7 hijos: Samuel (quien muere a temprana edad),  Enrique, Mario, Adriana, Roberto, Ricardo e Itza María.
El 23 de agosto de 2017 la Universidad Latina de Panamá le confirió el título de doctor honoris causa.

## Carrera
Lewis Galindo empezó su carrera periodística en el diario El País, ocupando el puesto de Jefe de Redacción, Subdirector y columnista. Su vida pública y diplomática inicia en 1955, como Embajador Especial para la reunión de Presidentes de las Repúblicas Americanas.  Durante 1956 se desenvuelve como Concejal del Distrito Capital, donde además fue elegido en varias ocasiones Presidente de dicho organismo.
En 1957, representa a Panamá  como Embajador Alterno ante la Asamblea General de las Naciones Unidas en los Estados Unidos. 
En 1977 fue miembro del Concejo Nacional de Economía; al tiempo que, entre 1984 y 1985 se desempeña como Presidente del Consejo Nacional de Inversiones.
En 1996 participa como miembro del Consejo Nacional de Relaciones Exteriores de la República de Panamá.
A nivel empresarial, se desempeñó  en la década del 60 como gerente general y director de Industrias Panameñas, S.A. (IPSA). Participó en las juntas directivas de Industrias de Cartón Corrugado en Panamá, Costa Rica y Guatemala. 
Fue Gerente General de la Cervecería Nacional de 1970 a 1991. Entre 1991 y 2001, se desempeña como Vicepresidente de la Junta Directiva de dicha cervecería. En su trayectoria como Gerente General de Cervecería Nacional, se involucró íntimamente en la industria cervecera de la región; fue el presidente de la Asociación Centroamericana de Fabricantes de Cerveza entre 1980 y 1985.
En 1984, funda el Banco del Istmo y fungió como Presidente de la Junta Directiva hasta el 2006. 
Además en su desarrollo ciudadano participó entre 1995 y 2006 como Director del Patronato Panamá Viejo; al igual que en el periodo 2006 – 2007 fue Presidente de la Fundación Universidad de Panamá.
Sus libros publicados incluyen  “900 Días: Colapso de una Dictadura” y “Los Hilos de las Marionetas”. “Pensamientos, escritos y Ensayos”, “El Banco del Istmo: Relato de un Extraordinario éxito” y “Episodios de mi vida”. Ha ocupado cargos empresariales, como Gerente General de Industrias Panameñas, S.A., Gerente General de Cervecería Nacional, S.A. y de Distribuidora Comercial, S.A. y fue el presidente y Fundador de Banco del Istmo, S.A. Ha fungido como director de varias empresas como: Envases del Istmo, Industria Nacional de Plásticos, Metalforma, S. A., Compañía Nacional de Seguros, S. A. (CONASE), Construcciones Nacionales, S.A., entre otras. Además, ha participado de varios concejos y comisiones nacionales, incluyendo el Concejo Nacional de Economía y el Concejo Nacional de Inversiones.
El 23 de agosto de 2017 la Universidad Latina de Panamá, le confirió el título doctor honoris causa.